# Elecciones estatales de Chiapas de 2006
Las Elecciones estatales de Chiapas de 2006 se llevaron a cabo el domingo 20 de agosto de 2006, y en ellas fue renovado el titular del siguiente cargo de elección popular en el estado de Chiapas:
- Gobernador de Chiapas. Titular del Poder Ejecutivo del estado, electo para un periodo de seis años no reelegibles en ningún caso. El candidato electo fue Juan Sabines Guerrero.

## Resultados Federales: Presidente
|  | 16.94 % |

|  | 33.64 % |

|  | 43.27 % |

|  | 0.60 % |

|  | 1.20 % |

|  | 0.70 % |

|  | 3.70 % |

|  | 100.00 % |

## Elección de Gobernador
Ocho partidos políticos con registro en Chiapas estuvieron en posibilidades de participar en las elecciones, los candidatos registrados a Gobernador del Estado fueron:

### Resultados electorales
| Partido/Alianza | Partido/Alianza                                        | Candidato      | Candidato                    | Votos     | Porcentaje |
| --------------- | ------------------------------------------------------ | -------------- | ---------------------------- | --------- | ---------- |
|                 | Partido Acción Nacional                                |                | Francisco Rojas Toledo       | 29,476    | 2.50       |
|                 | Alianza por Chiapas (PRI, PVEM)                        |                | José Antonio Aguilar Bodegas | 546,988   | 46.45      |
|                 | Coalición Por el Bien de Todos (PRD, PT, Convergencia) |                | Juan Sabines Guerrero Hecho  | 553,270   | 46.98      |
|                 | Partido Alternativa Socialdemócrata y Campesina        |                | Gilberto Gómez Maza          | 6,395     | 0.54       |
|                 | Partido Nueva Alianza                                  |                | Emilio Zebadúa               | 3,492     | 0.30       |
|                 | No registrados                                         | No registrados | No registrados               | 1,519     | 0.13       |
|                 | Nulos                                                  | Nulos          | Nulos                        | 36,570    | 3.11       |
| Total           | Total                                                  | Total          | Total                        | 1,177,710 | 100.00     |

Fuente: IEE-Chiapas

### Resultados preliminares
Al cierre del Programa de Resultados Electorales Preliminares (PREP) la diferencia a favor de Juan Sabines Guerrero sobre José Antonio Aguilar Bodegas era de 0.22%, registrándose un porcentaje de 48.39% para Sabines y de 48.17% para Aguilar Bodegas, ambos se declararon ganadores sobre la base de cifras propias, Aguilar Bodegas anunció que impugnaría la elección y Sabines se manifestó dispuesto a un recuento de votos .
El total de votos emitidos fue 1177710. Los votos nulos fueron 36570 y por candidatos no registrados 1519.